# Superpuchar Rumunii w piłce siatkowej mężczyzn (2022)
Superpuchar Rumunii w piłce siatkowej mężczyzn 2022 – czwarta edycja rozgrywek o Superpuchar Rumunii zorganizowana przez Rumuński Związek Piłki Siatkowej (Federația Română de Volei, FRVolei), rozegrana w dniach 26-27 września 2022 roku w hali sportowej (Sala Sporturilor) w Konstancy. 
Po raz pierwszy turniej rozgrywany był w formule pucharowej. Wzięły w nim udział cztery najlepsze zespoły Divizia A1 w sezonie 2021/2022, tj.: CSM Arcada Galați, Dinamo Bukareszt, SCMU Craiova oraz Steaua Bukareszt. Rozgrywki składały się z półfinałów i finału.
Po raz drugi zdobywcą Superpucharu Rumunii został klub Dinamo Bukareszt, który w finale pokonał CSM Arcada Galați. MVP finału wybrany został Marian Bala.

## System rozgrywek
W rozgrywkach o Superpuchar Rumunii 2022 wzięły udział kluby, które zajęły cztery pierwsze miejsca w Divizia A1 w sezonie 2021/2022. Rozgrywki składały się z półfinałów i finału. Nie był grany mecz o 3. miejsce. Pary półfinałowe powstały w drodze losowania.

## Drużyny uczestniczące
| Drużyna           | Osiągnięcie w sezonie 2021/2022 |
| ----------------- | ------------------------------- |
| CSM Arcada Galați | 1. miejsce w Divizia A1         |
| Dinamo Bukareszt  | 2. miejsce w Divizia A1         |
| SCMU Craiova      | 3. miejsce w Divizia A1         |
| Steaua Bukareszt  | 4. miejsce w Divizia A1         |

## Drabinka
|  |                   |                   |                   |                   |   |                  |                  |       |
|  | Półfinały         | Półfinały         | Półfinały         |                   |   | Finał            | Finał            | Finał |
|  | Półfinały         | Półfinały         | Półfinały         |                   |   | Finał            | Finał            | Finał |
|  |                   |                   |                   |                   |   |                  |                  |       |
|  |                   |                   |                   |                   |   |                  |                  |       |
|  | Steaua Bukareszt  | Steaua Bukareszt  | 0                 |                   |   |                  |                  |       |
|  | Steaua Bukareszt  | Steaua Bukareszt  | 0                 |                   |   |                  |                  |       |
|  | Dinamo Bukareszt  | Dinamo Bukareszt  | 3                 |                   |   |                  |                  |       |
|  | Dinamo Bukareszt  | Dinamo Bukareszt  | 3                 |                   |   | Dinamo Bukareszt | Dinamo Bukareszt | 3     |
|  |                   |                   |                   |                   |   | Dinamo Bukareszt | Dinamo Bukareszt | 3     |
|  |                   |                   | CSM Arcada Galați | CSM Arcada Galați | 2 |                  |                  |       |
|  | SCMU Craiova      | SCMU Craiova      | CSM Arcada Galați | CSM Arcada Galați | 2 | 2                |                  |       |
|  | SCMU Craiova      | SCMU Craiova      |                   |                   |   |                  |                  |       |
|  | CSM Arcada Galați | CSM Arcada Galați | 3                 |                   |   |                  |                  |       |
|  | CSM Arcada Galați | CSM Arcada Galați | 3                 |                   |   |                  |                  |       |
|  |                   |                   |                   |                   |   |                  |                  |       |

## Rozgrywki

### Półfinały
| 26.09.2022 16:00 (UTC+3) | Steaua Bukareszt | 0:3 (21:25, 23:25, 22:25) raport / raport 2 | Dinamo Bukareszt | Sala Sporturilor, Konstanca Widzów: 200 Sędziowie: Alin Mateizer i Benone Vișan |

| 26.09.2022 18:30 (UTC+3) | SCMU Craiova | 2:3 (25:18, 25:20, 11:25, 21:25, 11:15) raport / raport 2 | CSM Arcada Galați | Sala Sporturilor, Konstanca Widzów: 200 Sędziowie: Paul Szabo-Alexi i Cristea Cristian |

### Finał
| 27.09.2022 18:00 (UTC+3) | Dinamo Bukareszt | 3:2 (25:23, 23:25, 27:25, 26:28, 17:15) raport / raport 2 | CSM Arcada Galați | Sala Sporturilor, Konstanca Widzów: 300 Sędziowie: Paul Szabo-Alexi i Alin Mateizer |